# Медвежья (Винницкая область)
Медве́жья (укр. Медвежа) — село на Украине, находится в Немировском районе Винницкой области.
Код КОАТУУ — 0523085401. Население по переписи 2001 года составляет 610 человек. Почтовый индекс — 22822. Телефонный код — 4331.
Занимает площадь 1,93 км².

## Адрес местного совета
22822, Винницкая область, Немировский р-н, с. Медвежья, ул. Ленина, 6а